# أولاد عزاز
قرية أولاد عزاز هي إحدى القرى التابعة لمركز سوهاج بمحافظة سوهاج في جمهورية مصر العربية. حسب إحصاءات سنة 2006، بلغ إجمالي السكان في أولاد عزاز 17111 نسمة، منهم 8809 رجل و8302 امرأة.